# Johann Siegfried Hufnagel
Johann Siegfried Hufnagel (Falkenwalde, 17 ottobre 1724 – Langenfeld, 23 febbraio 1795) è stato un entomologo tedesco.

## Vita
Fino alla fine del XX secolo non si sapeva nulla della vita di Hufnagel. Proveniva da una famiglia di ecclesiastici protestanti: suo padre e suo nonno prima di lui erano stati parroci e frequentò probabilmente una delle università della Germania settentrionale o orientale (ma non quella di Berlino, che all'epoca non aveva un'università). Dal 1759 al 1767 l'indirizzario di Berlino menziona un "Hufnagel" o "Huffnagel" che era pretore (insegnante) presso la chiesa protestante-luterana vicino al Grosses Friedrichs-Hospital und Waisenhaus (ospedale e orfanotrofio) e viveva nell'orfanotrofio. Poiché ciò è coerente sia con la progressione della carriera dei giovani teologi dell'epoca, che spesso lavoravano come insegnanti prima della loro prima nomina, sia con i registri di Fischer, sembra lecito supporre che si tratti proprio del lepidotterista Johann Siegfried Hufnagel. Il suo primo incarico risale al 1767 a Petersberg (distretto di Oststernberg; oggi Jemiołów, distretto di Swiebodzin, Polonia). Dal 1775 fino alla sua morte nel 1795 fu parroco di Langenfeld (distretto di Oststernberg, oggi Długoszyn, distretto di Sulecin, Polonia).

## Risultati e impatto
Tra il 1765 e il 1767 Hufnagel pubblicò tredici articoli sui Lepidotteri (falene e farfalle), dieci dei quali nel corso del 1766, e tutti nella rivista "Berlinisches Magazin, oder gesammlete [sic] Schriften und Nachrichten für die Liebhaber der Arzneywissenschaft, Naturgeschichte und der angenehmen Wissenschaften überhaupt", una delle riviste erudite che coprivano un'ampia gamma di aspetti nei campi della storia naturale e della medicina, fondate nel corso del XVIII secolo. Uno dei suoi articoli era dedicato ai parassiti dell'agricoltura, quattro contenevano descrizioni di singole specie trattate in modo dettagliato e accompagnate da illustrazioni. Gli altri otto documenti costituivano una trattazione in forma tabellare dei Lepidotteri più grandi (soprattutto i cosiddetti Macrolepidotteri) dell'area berlinese che erano rappresentati nella collezione di Hufnagel. Gli autori successivi si riferirono spesso a questa serie di documenti come "Die Tabellen" (le tabelle). A causa di questa forma di presentazione, le descrizioni delle nuove specie sono molto brevi. Un ulteriore ostacolo è rappresentato dalla mancanza di una terminologia di Hufnagel per gli elementi del disegno alare dei Lepidotteri, che rende le sue descrizioni difficili da interpretare anche per i madrelingua tedeschi. Ad esempio, la diagnosi di Phalaena grisea .
Verso la metà degli anni '70 Hufnagel aveva fatto conoscenza con Freiherr S. A. von Rottemburg che viveva a Klemzig, vicino a Züllichau (allora Neumark, oggi Polonia). Hufnagel gli consegnò la sua collezione insieme a spiegazioni dettagliate sulle sue pubblicazioni. Nel 1775 e nel 1776 Rottemburg pubblicò una serie di lavori sulla collezione di Hufnagel, ridescrivendo molte specie in dettaglio. È soprattutto grazie a questo lavoro che è possibile identificare la maggior parte dei taxa di Hufnagel. Purtroppo a questo punto un certo numero di specie sembra essere andato perduto dalla collezione e in alcuni casi sembra esserci stata una confusione di esemplari, per cui non tutti i problemi di identificazione sono stati risolti. Sebbene molti dei nomi di Hufnagel fossero prioritari, la maggior parte degli autori dell'inizio del XIX secolo preferì ignorarli o considerarli dubbi. Solo nel 1844, quando Philipp Christoph Zeller pubblicò un'analisi del lavoro di Hufnagel identificando molte specie, i nomi divennero noti a una cerchia più ampia di lepidotteristi e alla fine cominciarono a essere accettati.
Il destino della collezione di Hufnagel è sconosciuto. Che sia stata restituita a Hufnagel o che sia rimasta in possesso di Rottemburg o della sua famiglia, non se ne è mai più sentito parlare e molto probabilmente è morta poco dopo la morte di Rottemburg.
Allo stato attuale della nomenclatura, 87 dei tassoni di Hufnagel sono in uso come nomi validi per le specie di Lepidotteri.